# Szoszva
A Szoszva (oroszul: Сосьва) folyó Nyugat-Szibériában, Oroszország Szverdlovszki területén. Az Ob vízrendszeréhez tartozik, a Szoszva és a Lozva egyesülésével keletkezik a Tavda, a Tobol bal oldali mellékfolyója.
Hossza: 635 km, vízgyűjtő területe: 24 700 km2, évi közepes vízhozama: 113 m3/s (a torkolattól 140 km-re).
Az Északi-Urál keleti lejtőin, a Szverdlovszki terület északnyugati határán ered. Nagyobb részt délkelet felé folyik, Ljala nevű mellékfolyójának torkolata után északkeleti irányba fordul, így éri el a Szoszvát.
A folyó főleg hóolvadékból táplálkozik. November elejétől áprilisig befagy. A torkolattól 333 km-en át hajózható.
Felső szakaszának vidékén, 78,2 ezer hektáron természetvédelmi terület létesült (Gyenyezskin Kameny, Денежкин камень).

### Mellékfolyói
Jelentősebb, jobb oldali mellékfolyói az Urál keleti lejtőin erednek, partjaikra ipari városok települtek.
- A Vagran völgyében, Szeverouralszktól északra bauxitot bányásznak és azt a városban dolgozzák fel.
- A Turja partján épült Krasznoturjinszk város alumíniumkohászatáról nevezetes (Bogoszlovszk)
- A Kakva folyó torkolata közelében fekszik Szerov, a körzet fémipari központja, ahol többek között kohászati kombinát és vasötvözetgyár működik.
- Lalja

Közvetlenül a Szoszva partján nincs nagyobb város, jelentősebb helység a folyó nevét viselő Szoszva település.